# Carosello del San Raffaele Viterbo

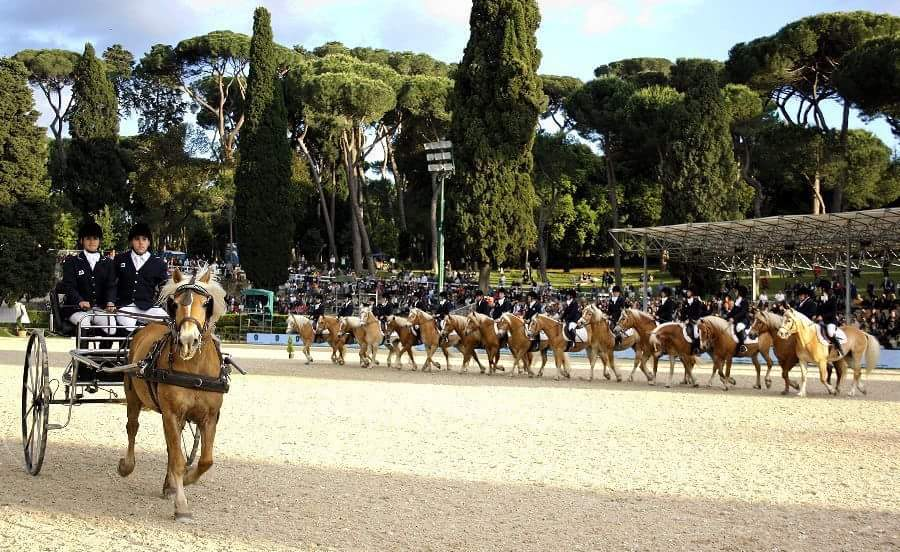
Il Carosello del San Raffaele Viterbo a Piazza di Siena 2015

Il Carosello del San Raffaele Viterbo (già Carosello di Villa Buon Respiro) è uno spettacolo equestre eseguito da 16 allievi, disabili e non, dell'omonimo centro di riabilitazione viterbese, specializzato anche in riabilitazione equestre.  
I cavalli, allevati e addestrati nello stesso centro del San Raffaele Viterbo, sono tutti di razza Haflinger. Lo spettacolo, eseguito sia a cavallo che in calesse, prevede diverse figure scandite dalla musica scritta appositamente dal compositore Gabriele Campioni. Le coreografie sono ideate dall'istruttore Mauro Perelli, che sin dagli inizi (1986) ha seguito la nascita e lo sviluppo del maneggio e dell'attività equestre per persone disabili e non.
Il motto del Carosello del Centro di Riabilitazione Equestre del San Raffaele Viterbo è: “a cavallo siamo tutti i uguali”.

## Il significato del Carosello del San Raffaele Viterbo: “I ragazzi disabili nel mondo esterno”
Il Carosello del San Raffaele Viterbo è parte di un progetto medico scientifico multidisciplinare che offre ai pazienti, attraverso la riabilitazione equestre, un'opportunità in più mirante anche all'integrazione sociale. L'idea vincente del Carosello, che lo ha reso negli anni tra i più richiesti spettacoli di equitazione nelle kermesse del settore, oltre a stimolarne l'indole competitiva e agonistica, è proprio quella di far entrare i ragazzi a contatto con il mondo esterno attraverso il cavallo.

## Storia
La storia del Carosello del San Raffaele Viterbo inizia negli anni ‘80 quando la struttura viterbese (all'epoca istituto per la riabilitazione di persone colpite da disabilità intellettiva) diede avvio all'attività di riabilitazione equestre. 

### “La città dentro l'Istituto”

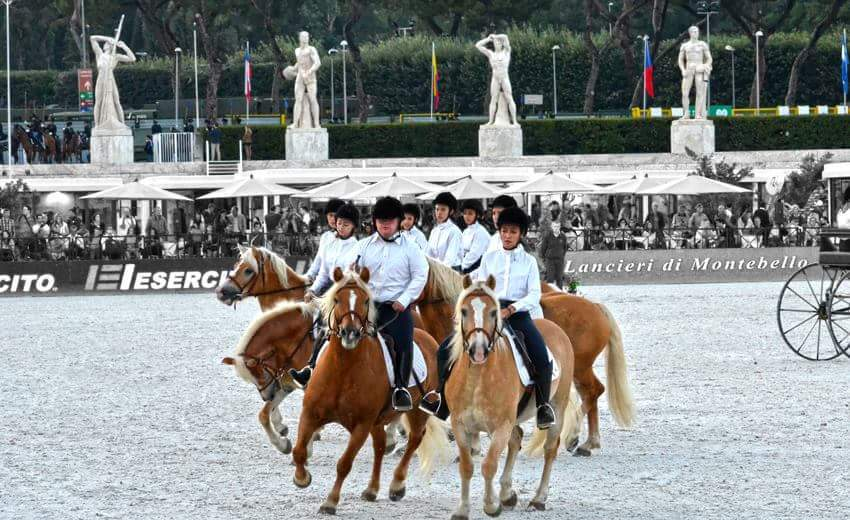
Il Carosello del San Raffaele Viterbo al Global Champions Tour 2015. Stadio dei Marmi, Roma. Foto di Annalisa Parisi

Al fine di agevolare il reinserimento sociale dei pazienti della struttura, si scelse di avvicinare, anche attraverso il contatto uomo-cavallo, gli ospiti disabili alla comunità locale favorendo l'integrazione e lo spirito di collaborazione tra ragazzi normodotati e non. “La città dentro l'Istituto” sarebbe diventato così, su spinta del direttore della struttura, Franco Di Marco, lo spirito che avrebbe animato le attività del centro del San Raffaele Viterbo. 

### Debutto
I ragazzi del San Raffaele Viterbo debuttano con il primo Carosello in occasione della Fiera Internazionale Tuscia Cavalli a Viterbo nel luglio del 1990 con le figure accompagnate dalla musica “The power of love” scelta per loro dal regista dello spettacolo equestre Giorgio Caponetti. 
Negli anni partecipano alle seguenti manifestazioni legate al mondo del cavallo e della disabilità:
- Fieracavalli di Verona (molte edizioni dal 1993 in poi);
- Fieracavalli di Vicenza, Luino e Udine;
- “Mostra del Cavallo” a Città di Castello (molte edizioni);
- Cerimonia di apertura o di chiusura di eventi come Special Olympics;
- Concorsi Internazionali di Salto Ostacoli a Modena, a Montichiari, a Piazza di Siena (Roma), a Montelibretti, presso la Caserma VIII Reggimento Lancieri di Montebello;
- Giubileo del 2000 a Piazza San Pietro Roma;
- Global Champions Tour (Torino nel 2008 e Stadio dei Marmi a Roma nel 2015);
- Carnevale Romano e a molti altri.

### San Raffaele Viterbo e la San Raffaele S.p.A.
Nel 2003 il San Raffaele Viterbo (già Villa Buon Respiro) entra a far parte dell'Azienda Sanitaria San Raffaele S.p.A. che sin da subito sostiene lo sviluppo e la diffusione della Riabilitazione equestre. Le attività, il numero dei cavalli, il personale e le strutture del maneggio vengono implementate. 

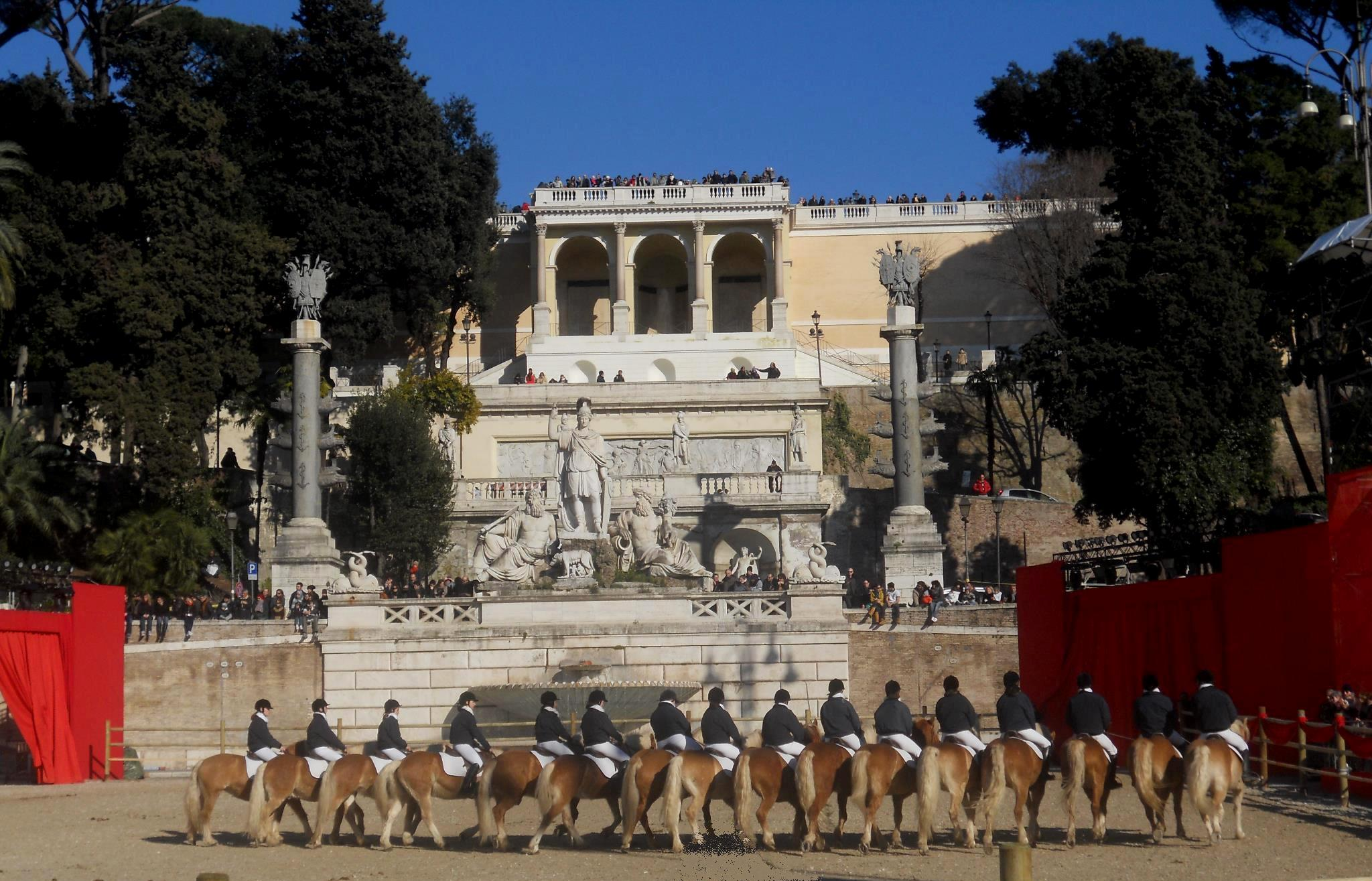
Il Carosello del San Raffaele Viterbo al Carnevale Romano (febbraio 2013)

Al fine di gestire in modo più adeguato l'attività del centro nel 2004 viene costituita l'Associazione Sportiva Dilettantistica “Amici del San Raffaele” che si affilia alla Federazione Italiana Sport Equestri che la riconosce come Centro Federale di Riabilitazione Equestre. 
Nel 2005 si introducono altre attività come gli attacchi e l'onoterapia con lo scopo di avere più strumenti per personalizzare gli interventi riabilitativi. Nello stesso periodo si organizzano attività di avvicinamento al cavallo per i bambini più piccoli. 
Nel 2007 parte il primo progetto sperimentale di ricerca sugli effetti della Riabilitazione Equestre e dell'Onoterapia sulle persone colpite da disabilità intellettiva che si conclude nel 2011 con la sua pubblicazione sulla rivista internazionale “Disability and Rehabilitation”. In questo studio vengono validate due schede di osservazione e valutazione per ippoterapia e onoterapia che nel 2014 l'Associazione Americana degli Psicologi decide di inserire nel proprio pacchetto di strumenti valutativi “PsycINFO®”.
Il Centro partecipa a numerosi convegni, corsi e studi in materia di riabilitazione equestre ed onoterapia. Nei mesi di pausa scolastica dal 2009 apre le sue porte ai bambini delle scuole di Viterbo e provincia offrendo alle famiglie supporto per il periodo estivo attraverso l'avvicinamento al cavallo.